# Michael Moorcock
Michael John Moorcock (Londra, 18 dicembre 1939) è uno scrittore britannico di fantascienza, fantasy, realismo magico e letteratura umoristica. È particolarmente noto per la sua lunga saga fantastica dedicata al Campione Eterno, un'opera seminale per la letteratura di genere degli anni Sessanta e Settanta; in essa confluiscono, fra gli altri, il ciclo sword & sorcery di Elric di Melniboné e quello fantascientifico di Jerry Cornelius, afferente al filone New Wave.

## Biografia
Nel 1956, all'età di sedici anni, Moorcock lavorò come redattore per la fanzine Tarzan Adventures, collaborando successivamente con la Sexton Blake Library. Dopo i suoi esordi letterari nei primi anni Sessanta divenne curatore della controversa rivista di fantascienza inglese New Worlds, prima dal maggio 1964 fino al marzo 1971 e quindi nuovamente dal 1976 al 1996. Moorcock incoraggiò lo sviluppo del filone New Wave nel Regno Unito e indirettamente negli Stati Uniti. La sua edizione a puntate di Jack Barron e l'eternità (Bug Jack Barron) di Norman Spinrad divenne famosa perché portò un membro del parlamento appartenente al partito conservatore a condannare in aula il finanziamento della rivista da parte dell'Arts Council.
In questo periodo scrisse occasionalmente sotto lo pseudonimo di "James Colvin", un nome d'arte condiviso con altri critici di New Worlds; in seguito la rivista pubblicò un falso necrologio di Colvin e il romanzo di Moorcock Breakfast in the Ruins incluse un'introduzione che menzionava la precedente morte di Moorcock. Da allora Moorcock ha creato numerosi personaggi con le iniziali "J.C." e non è una coincidenza che siano anche le iniziali di Gesù Cristo (Jesus Christ in inglese), il soggetto del suo romanzo del 1967 I.N.R.I. (Behold the Man).

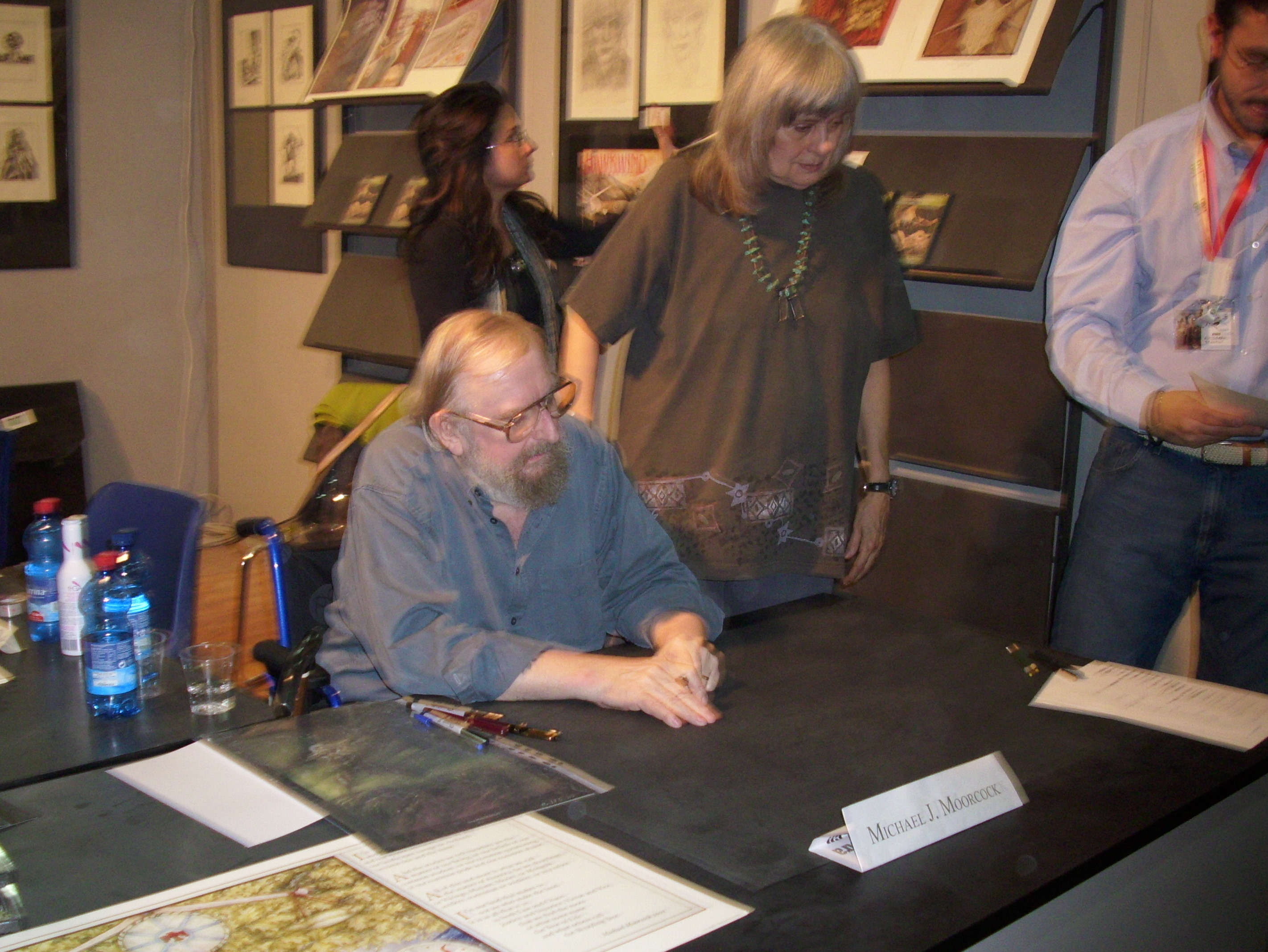
Michael Moorcock a Lucca Comics and Games 2009

Nel 1997 Moorcock è stato uno degli ospiti d'onore alla Worldcon di San Antonio e Ospite d'Onore alla World Fantasy Convention di Corpus Christi, Texas (2000), dove ricevette un "Howie" World Fantasy Award alla carriera. Nel 2002 entrò a far parte della Science Fiction Hall of Fame.
Negli anni novanta Moorcock si trasferì in Texas, negli Stati Uniti per poter studiare la società americana a beneficio delle sue opere urban fantasy in lavorazione. Nel 2004, annunciò di essere intenzionato a tornare in Europa, probabilmente stabilendosi in Francia e Spagna.

## Carriera letteraria

### 1954-1964
Quando era ancora studente di scuola superiore il quindicenne Moorcock diresse una fanzine intitolata Burroughsania (1954-1955) sulla quale pubblicò la propria opera prima, il ciclo di racconti Sojan the Swordsman: un testo planetary romance modellato sulla narrativa pulp statunitense prediletta dal giovane autore, in particolare sulle opere degli Edgar Rice Burroughs, Leigh Brackett e Robert E. Howard. Abbandonati poi gli studi fra 1955 e '56, Moorcock trovò lavoro come redattore e sceneggiatore di fumetti presso il settimanale per ragazzi Tarzan Adventures e in tale sede ripubblicò ed espanse le avventure di Sojan fra 1957 e 1958; in quel medesimo biennio il giovane autore abbozzò ma non completò un romanzo breve high fantasy intitolato The Eternal Champion e si accostò alla letteratura esistenzialista francese, all'opera di Mervyn Peake e alla fantascienza visionaria statunitense espressa dalla rivista Galaxy – influenze che egli sintetizzò nel romanzo surreale Il fiume dell'eternità, composto nel '58 e rimasto inedito per ventun anni.
Dopo aver abbandonato Tarzan Adventures nel 1959, Moorcock si spostò sul mercato delle riviste mensili per adulti e raggiunse la notorietà pubblicando su Science Fantasy una saga di sei racconti (più un settimo rifiutato dalla rivista) e un romanzo a puntate dedicati all'imperatore Elric di Melniboné (1961-1964): una serie sword & sorcery in cui Moorcock rivisitò il modello di Robert Howard con un taglio più gotico e intellettuale (parzialmente mutuato da Poul Anderson, Fletcher Pratt e Anthony Skene), rovesciando al contempo in chiave nichilista i tropi high fantasy codificati pochi anni prima da John Tolkien ne Il Signore degli Anelli. L'autore inoltre pubblicò su Science Fantasy, Science Fiction Adventures e New Worlds numerosi testi autoconclusivi che andarono a espandere e dettagliare concetti già presenti in nuce nel ciclo di Elric: il romanzo breve The Eternal Champion (completato nel 1962) codificò il leitmotiv narratologico del Campione Eterno, mentre The Sundered Worlds (1962) e The Blood Red Game (1963) formalizzarono l'idea di un unico multiverso nel quale Moorcock potesse ambientare tutte le sue varie opere; i racconti lunghi "Flux" (1963) e "Il sogno del conte Aubec" (1964) esplicarono invece il ruolo del Campione Eterno entro la cosmologia del Multiverso. 

### 1964-1977
Subito dopo la conclusione della saga originale di Elric Science Fantasy cessò la pubblicazione e Moorcock prese il timone della testata New Worlds, che sotto la sua direzione divenne l'epicentro della New Wave della fantascienza britannica; fra i contributi di Moorcock alla rivista si segnalano i racconti "The Time Dweller" (1964) ed "Escape from Evening" (1965) e il romanzo a puntate I riti dell'Infinito (1965-1966), tutti legati al concetto del Multiverso, e soprattutto il romanzo breve Behold the Man (1966), che gli valse il Premio Nebula 1967. A tale produzione sperimentale per il magazine, comunque, si affiancarono anche opere più tradizionali edite in volume: la casa editrice Compact Books, che stampava New Worlds, pubblicò infatti la trilogia di Michael Kane, il guerriero di Marte (1965), un omaggio alla saga di Barsoom di Burroughs, e i due romanzi spionistici parodici con protagonista Nick Allard (1966), poi revisionati e ripubblicati come dilogia di Jerry Cornell (1970-1980); un ottavo racconto di Elric (1967) apparve nella prestigiosa antologia The Fantastic Swordsmen curata da Lyon Sprague de Camp per Pyramid Books; per Lancer Books uscì una tetralogia di Terra morente dedicata al duca Dorian Hawkmoon (1967-1969), che a livello tematico riprese i motivi fondamentali del ciclo di Elric in una prospettiva science fantasy e satirica. 
Fu proprio al volgere del decennio che Moorcock progettò una grande saga fantasy articolata in più cicli paralleli, fra loro interconnessi tramite elementi di worldbuilding ricorrenti, cross-over di personaggi e una trama orizzontale comune; egli compose dunque in rapida successione una dilogia dedicata al Campione Eterno John Daker (1970), una trilogia high fantasy con protagonista il principe Corum (1971), due nuovi romanzi della saga di Elric (1971-1972), una seconda trilogia di Corum (1973-1974), una seconda trilogia di Hawkmoon (1973-1976) e un quarto romanzo di Elric (1976) e organizzò i racconti brevi di Elric in due antologie (1977); ne risultò una macro-serie in venticinque volumi, la cosiddetta saga dei Quattro Eroi che sono Uno.
In parallelo a questo grande ciclo fantasy, Moorcock lavorò anche ad alcuni romanzi autococonlusivi di matrice distopica, fra cui Il corridoio nero (1969), e a due cicli prettamente New Wave che intrecciavano viaggi nel tempo, elementi satirici e un'estetica psichedelica: la dilogia di Karl Glogauer (1969-1972) e la tetralogia di Jerry Cornelius (1968-1977), quest'ultima accompagnata da racconti "canonici" dello stesso Moorcock (1976) e da produzioni "apocrife" composte da altri autori (1971); temi analoghi a quelli di Cornelius e Glogauer vennero poi elaborati con estetica retro-futurista nella trilogia ucronica del capitano Oswald Bastable, The Nomad of Time (1971-1981), e nella trilogia di romanzi romantici dei Dancers at the End of Time (1972-1976), quest'ultima poi ampliata con la raccolta di racconti e romanzi comici intitolata Leggende alla fine del tempo (1976-1981). Anche nel caso di queste quattro serie fantascientifiche Moorcock volle costruire una rete di rimandi incrociati imperniati sulla figura del Campione Eterno, producendo così una saga speculare e complementare al ciclo dei Quattro Eroi che sono Uno, i cui eroi appartengono alla Gilda degli Avventurieri Temporali. 

### 1978-1988
Terminata la stesura delle saghe dei Quattro Eroi che sono Uno e della Gilda degli Avventurieri Temporali, Moorcock compose il romanzo in stile barocco La saga di Gloriana (1978), che gli valse il Premio John W. Campbell nel 1978 e il World Fantasy Award nel 1979, fece pubblicare Il fiume dell'eternità (1979), e sviluppò un ciclo di racconti thriller intitolato My Experiences in the Third World War (1978-1989); con queste opere egli si dedicò per la prima volta alla narrativa di registro aulico, allontanandosi sia dai toni avventurosi sia da quelli contro-culturali che avevano caratterizzato la mitologia del Campione Eterno. Nel medesimo periodo l'autore volle misurarsi anche nella narrativa di ambientazione mimetica, anziché collocata in mondi immaginari, ma in questo caso decise di ricollegare le nuove produzioni al suo corpus preesistente: la dilogia di fantasy storico incentrata sulla famiglia Von Bek (1981-1986) fu espressamente riallacciata al ciclo dei Quattro Eroi che sono Uno tramite un terzo romanzo di John Daker (1986); il romanzo erotico The Brothel in Rosenstrasse (1982) costituisce un episodio autoconclusivo della stessa saga dei von Bek e riprende tematicamente la dilogia di Glogauer; al Colonnello Maxim "Pyat" Pyatnitski, già comprimario del ciclo di Jerry Cornelius, fu dedicata la tetralogia di romanzi storici Between the Wars (1981-2006), che di conseguenza andò a riagganciarsi alla Gilda degli Avventurieri Temporali; infine il ciclo di Jerry Cornelius fu espanso con alcuni romanzi minori (1981-1984). Questa nuova fare più prettamente "letteraria" che escapista della produzione di Moorcock culminò a fine decennio nel romanzo Madre Londra (1988), che sviluppò i temi delle saghe di Glogauer e dei von Bek in chiave di realismo magico.

### 1989-2006
All'inizio degli Novanta Moorcock si prefissò di sistematizzare in un unico "romanzo mondo" tutte le sue opere dedicate al Campione Eterno, integrando pienamente fra di loro il ciclo dei Quattro Eroi che Sono Uno, quello della Gilda degli Avventurieri Temporali e le produzioni mimetiche più recenti. Egli pertanto compose due nuovi romanzi di Elric (1989-1991) atti a introdurre la trilogia new weird del Second Ether (1995-1996) e la trilogia urban fantasy delle Moonbeam Roads (2001-2005): due saghe complementari che prendono le mosse dalla dilogia dei Von Bek, fanno riferimento a tutte le opere fantasy e fantascientifiche di Moorcock e portano in scena il finale di tutto il ciclo del Campione Eterno. In parallelo alla composizione del Second Ether fu anche allestita la prima edizione completa e filologicamente accurata delle opere fantastiche di Moorcock, che si intitolò Tale of the Eternal Champion nella versione britannica edita da Millenium Books (1992-1993) e The Eternal Champion in quella statunitense per i tipi di White Wolf Publishing (1994-2000) – per problematiche di diritti di pubblicazione, però, nessuna delle due collane poté stampare tutti i testi che Moorcock desiderava includere nel progetto. 
Di pari passo con la conclusione del suo magnum opus, Moorcock riprese i temi di Madre Londra con il romanzo King of the City (2000) e la raccolta di racconti London Bone (2001), creando così una Sequenza Londinese.

### 2007-presente
Terminata nel 2006 la tetralogia del Colonnello Pyat, Moorcock ha composto nuovi episodi della serie di Jerry Cornelius, fra cui un cross-over con il franchise di Doctor Who nel 2010, ha ampliato le Leggende alla fine del tempo per ricollegarvi la saga del Second Ether (2008), e ha organizzato nell'antologia The Metatemporal Detective (2007) il ciclo di racconti brevi imperniato su Sir Seaton Begg e Monsieur Zenith, personaggi minori della stessa serie del Second Ether. Nel successivo decennio ha pubblicato il romanzo autobiografico The Whispering Swarm (2015), primo volume della trilogia The Sanctuary of the White Friars, e ha curato per Victor Gollancz Ltd. la Michael Moorcock Collection (2013-2016), una riedizione quasi integrale della sua opera dalla quale restò escluso solo il ciclo Between the Wars. Tale collana costituisce l'edizione definitiva del corpus di Moorcock per quanto concerne le revisioni testuali da lui stabilite nel corso dei decenni, che a seconda dei casi consistono in semplici correzioni di refusi, in cambiamenti onomastici (ad esempio, nel romanzo Breakfast in the Ruins la figura storica di Nestor Ivanovič Machno è stata sostituita con il personaggio fittizio di Fedor Bekov) o in ampliamenti testuali (ad esempio, l'aggiunta di numerosi nuovi capitoli a The Steel Tsar). 
Nel 2018 Moorcock ha pubblicato in traduzione francese una versione espansa (e idealmente definitiva) del ciclo My Experiences in the Third World War e a inizio 2022 ha completato un nono romanzo della saga di Elric, cui ha fatto seguito l'anno successivo il secondo volume di The Sanctuary of the White Friars.

## La poetica delCampione Eterno
Pressoché tutte le opere di Moorcock si svolgono in unico Multiverso: un agglomerato di galassie, universi, dimensioni e linee temporali parallele le une alle altre, interconnesse da portali dimensionali chiamati "Strade fra i mondi" (Roads Between the Worlds) o "Strade di raggi lunari" (Moonbeam Roads). Sul piano cosmologico ogni spazio e tempo di tale Multiverso è pervaso da una lotta interminabile fra Legge e Caos, due princìpi ontologici che rappresentano, rispettivamente, la completa stasi e l'anarchia amorfa; dato che la prevalenza netta di Legge o Caos annienterebbe il Multiverso stesso, una terza forza detta Equilibrio Cosmico si adopera per imporre certi limiti alle altre due e assicurare il perpetuarsi della vita. La Legge, il Caos e l'Equilibrio sono forze apparentemente non senzienti, pertanto si manifestano tramite figure divine o semidivine o investendo di poteri sovrumani delle creature mortali.
Il Campione Eterno (Eternal Champion) è per l'appunto un paladino prescelto dall'Equilibrio Cosmico per mantenere sotto controllo la Legge e il Caos, e ogni linea temporale e dimensione del Multiverso viene protetta da un proprio Campione, che si configura, pertanto, come manifestazione individuale di una sorta di archetipo platonico: quasi tutti i Campioni, infatti, sono versati nelle arti militari, imbracciano una manifestazione dell'arma magica senziente chiamata Spada Nera (che nei mondo industrializzati assume la forma di una pistola) e sono assistiti dalle manifestazioni di due archetipi ancillari, il Compagno Eterno e la Consorte Eterna (le Campionesse donne e i Consorti uomini sono alquanto rari); inoltre tutti i Campioni sono destinati a vivere vite di conflitto e dolore, talvolta acuite dal tentativo di sfuggire alla volontà dell'Equilibrio Cosmico, talaltra addolcite da lunghi periodi di pace. Normalmente le diverse incarnazioni del Campione non interagiscono tra di loro, ma possono riunirsi in piccoli gruppi per affrontare assieme eventi catastrofici, come la fine di un ciclo di cicli di progressione del Multiverso o un'invasione da parte di soggetti ostili provenienti da un Multiverso completamente separato; in questi casi i Campioni possono unire le proprie forze fino a raggiungere una potenza divina, ma mettono in pericolo la propria salute mentale e il tessuto fisico del Multiverso circostante.
Tutti i romanzi fantasy e fantascientifici di Moorcock e alcune delle sue opere mimetiche hanno per protagonista il Campione Eterno di una data istanza del Multiverso, la cui identità è evidenziata da una serie di elementi ricorrenti: ad esempio molti Campioni e Compagni portano le iniziali "J.C." o appartengono alla dinastia umana dei von Bek; altri interagiscono con il popolo extraterrestre degli Eldren o con una delle sue branche minori (in particolare i Melnibonéani e i Vadagh); altri ancora sono assistiti da un portavoce dell'Equilibrio Cosmico chiamato Sepiriz (che utilizza anche l'alias di "Cavaliere in Nero e Giallo" o "Guerriero in Nero e Oro"); altri, infine, hanno come antagonisti i Campioni del Caos Gaynor il Dannato e Johannes Klosterheim.

### Incarnazioni delCampione Eterno
Di seguito sono elencati i Campioni Eterni protagonisti di almeno un'opera (racconti, romanzi autoconclusivi, saghe di più volumi), nell'ordine cronologico in cui sono stati creati: 
La tabelle seguente associa invece ai principali Campioni Eterni il rispettivo Compagno, Consorte e Spada Nera. Si noti che solo i Campioni maggiori dispongono di tutti e tre gli elementi ancillari.
| Campione                 | Compagno | Consorte                                                                                           | Spada Nera        |
| ------------------------ | --- | -------------------------------------------------------------------------------------------------- | ----------------- |
| Jephraim Tallow          | | Pandora                                                                                            |                   |
| Elric di Melniboné       | Oone la Ladra di Sogni nel romanzo La fortezza della perla; Maldiluna di Elwher a partire dal racconto "Mentre gli dèi ridono". | Cymoril fino al racconto "La Città Sognante"; Zarozinia a partire dal racconto "Re nelle tenebre". | Tempestosa        |
| Erekosë                  | | Ermizhad                                                                                           | Kanajana          |
| Aubec di Malador         | | Eloarde di Lormyr                                                                                  |                   |
| Michael Kane             | Hool Haji a partire dal romanzo L'amico di Marte.                                                                               | Shizala di Karnala                                                                                 |                   |
| Professor Faustaff       | Gordon Ogg (ribattezzato Gordon Begg nella sola edizione White Wolf del 1996).                                                  | |                   |
| Dorian Hawkmoon          | Oladahn nella prima tetralogia; Jhary-a-Conel nella seconda trilogia.                                                           | Yisselda di Kamarg                                                                                 | Spada dell'Aurora |
| Jerry Cornelius          | Una Persson | Catherine Cornelius                                                                                | Pistola Sonica    |
| Urlik Skarsol            | Jermays il Contorto | La Dama del Calice                                                                                 | Spada Fredda      |
| Corum Jhaelen Irsei      | Jhary-a-Conel | Rhalina nella prima trilogia; Medhbh nella seconda trilogia.                                       |                   |
| Oswald Bastable          | Una Persson | |                   |
| Jherek Carnelian         | Jagged of Canaria | Amelia Underwood                                                                                   |                   |
| Clen di Clen Gar         | | Lady Gradesmor                                                                                     |                   |
| Colonnello Pyat          | | Honoria Cornelius                                                                                  |                   |
| Urlich von Bek           | Grigory Petrovich Sedenko | Sabrina                                                                                            |                   |
| Manfred von Bek          | Colin James Charles St Odhran                                                                                                   | Libussa Cartagena y Mendoza-Chilperic                                                              |                   |
| Flamadin di Draachenheem | Jermays il Contorto e Ulric von Bek                                                                                             | Sharadim di Draachenheem                                                                           | Spada Drago       |
| Jack Karaquazian         | Sam Oakenhurst | Colinda Dovero                                                                                     |                   |
| Ulric von Bek            | | Oona von Bek                                                                                       | Luttuosa          |
| Seaton Begg              | Dott. Taffy Sinclair | |                   |

Infine, di seguito sono elencati i Campioni minori che vengono solamente menzionati in specifiche opere:
- Alerik: menzionato ne I guerrieri d'argento.
- Alivale: menzionato ne Il drago nella spada.
- Artos: menzionato ne Il campione eterno, ne I guerrieri d'argento e ne Il drago nella spada.
- Brian: menzionato ne Il campione eterno e ne I guerrieri d'argento.
- Franik: menzionato ne Il drago nella spada.
- Ghardas Valabasian: menzionato ne Il drago nella spada.
- Goldberg: menzionato ne Il drago nella spada.
- Ilanth: menzionato ne Il campione eterno e ne I guerrieri d'argento.
- Mejink-La-Kos: menzionato ne I guerrieri d'argento.
- M'v Okom Sebpt O'Riley: menzionato ne Il drago nella spada. Nel romanzo a fumetti Elric: The Balance Lost (2011-2012), non sceneggiato da Moorcock, appare come una campionessa donna e brandisce la Spada Nera sotto le spoglie di una pistola, la Banning Gun.
- Oshbek-Uy: menzionato ne I guerrieri d'argento.
- Pournachas: menzionato ne I guerrieri d'argento.
- Shaleen: menzionato ne Il campione eterno e ne I guerrieri d'argento.
- Ulisse: menzionato ne Il campione eterno e ne I guerrieri d'argento.
- Umpata: menzionato ne Il campione eterno e ne I guerrieri d'argento

### Rapporti con gli altri autori

#### Opinioni su altri scrittori
Moorcock è un fervente ammiratore dell'opera dello scrittore e illustratore Mervyn Peake, quasi quanto è un fervente detrattore di quelle di J. R. R. Tolkien e C. S. Lewis. Durante l'adolescenza incontrò sia Tolkien sia Lewis, e dichiara di averli apprezzati personalmente, anche se non li ammira sul piano artistico.
Alcuni critici hanno accusato Moorcock di condannare Tolkien perché non scrive come Peake, il che sarebbe come condannare le mele per non essere arance. Moorcock non è noto per aver comparato entrambi gli scrittori in questo modo, piuttosto critica lavori come Il Signore degli Anelli per la loro visione stereotipata, oleografica e irrealistica in stile Inghilterra felice, con il suo famoso paragone della trilogia di Tolkien a Winnie-the-Pooh nel suo saggio Epic Pooh. Egli cita come esempio di un autore di fantasy che non fa letteratura di evasione e tratta temi significativi Fritz Leiber, uno dei pionieri dello stile "Sword and sorcery". Queste visioni possono essere trovata nel suo studio del Fantasy epico, Wizardry & Wild Romance.
Allo stesso modo, Moorcock ha criticato scrittori che ritiene abbiano nascosto scopi politici. Tra i suoi obiettivi vi sono Robert Heinlein e H. P. Lovecraft, entrambi attaccati in un saggio del 1978. In quest'opera (causticamente intitolata "Starship Stormtroopers"), compara Fanteria dello spazio (Starship Troopers) di Heinlein al Mein Kampf di Hitler, definendolo xenofobo e sciovinista. Allo stesso modo, attaccò Lovecraft per aver espresso opinioni antisemite, misogine ed estremamente razziste, che inserì nei suoi racconti.

#### Condivisione di universi narrativi con altri autori
Moorcock ha permesso ad alcuni altri scrittori di creare storie nel suo universo narrativo di Jerry Cornelius: tra gli altri vi sono Brian Aldiss, M. John Harrison, Norman Spinrad e James Sallis. In un'intervista pubblicata su The Internet Review of Science Fiction, Moorcock spiega la ragione della condivisione del suo personaggio:
()
Moorcock è anche un amico e fan dello scrittore di fumetti Alan Moore, e permise a Moore l'uso di parecchi dei suoi personaggi registrati in La Lega degli Straordinari Gentlemen (The League of Extraordinary Gentlemen) di Moore. Moore per ricambiare la gentilezza lo invita a scrivere due numeri del suo Tom Strong. Ha avuto anche una querelle verbale con l'altro grande scrittore inglese di fumetti Grant Morrison reo di aver creato Gideon Stargrave ispirandosi a Jerry Cornelius senza però avvertirlo.
Nel 2000 Moorcock scrisse una bozza di 50.000 parole per un videogioco, che fu poi migliorato e sviluppato da Storm Constantine, concludendosi nel romanzo Silverheart. La storia è ambientata a Karadur-Shriltasi, una città nel cuore del Multiverso.

## Opere
Per ogni testo si indica la prima edizione nell'originale inglese e, se presente, la prima traduzione in Italiano, nonché le eventuali ristampe (in originale o in traduzione) che presentino alterazioni significative rispetto all'editio princeps. Le serie di romanzi interconnessi sono elencate cronologicamente, in base alla data di pubblicazione del primo episodio di ogni ciclo.

### Sojan the Swordsman
Dodici racconti principali e tre racconti minori apparsi in origine sulla fanzine Burroughsania fra 1954 e 1955, poi ripubblicati a scopo di lucro sul settimanale Tarzan Adventures fra 1957 e 1958; editi per la prima volta in volume nella raccolta Sojan (Savoy Books, 1977). Nell'antologia Elric at the End of Time (New English Library, 1984) i dodici racconti principali furono combinati nel romanzo fix-up Sojan the Swordsman, privo però dei testi secondari, e tale romanzo fu poi revisionato per la ristampa nel volume doppio Sojan the Swordsman / Under the Warrior Star (Paizo Publishing, 2010); il fix-up è stato infine riunito ai racconti minori (presentati come appendice) in Sojan the Swordsman, Gollancz, 2013.
- Sojan the Swordsman (1984, revisionato nel 2010), romanzo fix-up composto da:
  1. "Sojan the Swordsman", Tarzan Adventures 31 agosto 1957.
  2. "Mission to Asno", Tarzan Adventures 21 settembre 1957.
  3. "Revolt in Hatnor", Tarzan Adventures 23 novembre 1957.
  4. "The Hordes Attack", Tarzan Adventures 21 dicembre 1957.
  5. "The Purple Galley", Tarzan Adventures 22 febbraio 1958.
  6. "The Sea Wolves!",Tarzan Adventures 1 marzo 1958.
  7. "Sojan at Sea", Tarzan Adventures 8 marzo 1958.
  8. "The Sea of Demons", Tarzan Adventures 15 marzo 1958.
  9. "Prisoners in Stone", Tarzan Adventures 22 marzo 1958.
  10. "Sojan and the Plain of Mystery", Tarzan Adventures 31 maggio 1958. Intitolato "The Plain of Mystery" in Sojan, Savoy Books, 1977.
  11. "Sojan and the Sons of the Snake-God", Tarzan Adventures 21 giugno 1958. Intitolato "The Sons of the Snake-God" in Sojan, Savoy Books, 1977.
  12. "Sojan and the Hunters of Norj", Tarzan Adventures 12 luglio 1958. Intitolato "The Devil Hunters of Norj" in Sojan, Savoy Books, 1977.
- "Dek of Noothar", serializzato in tre puntate su Tarzan Adventures 5 ottobre 1957, 12 ottobre 1957 e 28 giugno 1958, sotto lo pseudonimo di John Wisdom.
- "Klan the Spoiler", Tarzan Adventures 19 aprile 1958, sotto lo pseudonimo di J. R. Taylor.
- "Rens Karto of Bersnol", Tarzan Adventures 8 settembre 1958.

### Elric di Melniboné
La serie consisteva, in origine, di otto racconti e un romanzo a puntate apparsi su rivista negli anni Sessanta e poi raccolti nei tre volumi The Stealer of Souls (Neville Spearman, 1963), Stormbringer (Herbert Jenkins, 1965; edizione con tagli) e The Singing Citadel (Mayflower, 1970), ma all'inizio degli anni Settanta Moorcock ampliò il ciclo con un romanzo midquel, un romanzo prequel e tre nuovi racconti combinati in un ulteriore prequel; a quel punto l'autore decise di riorganizzare sia i testi originali sia quelli posteriori secondo un ordine cronologico interno, che fu canonizzato nell'edizione DAW Books in sei volumi del 1977; a cavallo fra gli anni Ottanta e Novanta la serie fu ulteriormente espansa con due nuovi midquel incastonati entro la cronologia già stabilita, e poi ancora con un terzo midquel (a sua volta un fix-up di tre racconti) pubblicato negli anni Duemilaventi, risultando così in un'ennealogia. Va rimarcato che il racconto "Il sogno del conte Aubec" ha per protagonista il Campione Eterno Aubec di Malador ed è una sequenza di analessi ambientata prima di Elric di Melniboné; analogamente "Per la salvezza di Tanelorn" si svolge contemporaneamente a "Il ritorno del dio morto", la prima parte di Tempestosa, e adotta la prospettiva di Rackhir l'Arciere Rosso, un comprimario ricorrente di Elric; infine, il romanzo The Citadel of Forgotten Myths si inserisce fra i racconti "Re nelle tenebre" e "I portatori di fiamma" e quindi rappresenta, a rigore, un interquel nella trama de La maledizione della spada nera. 
1. Elric di Melniboné (Elric of Melnibone), Hutchinson, 1972. Trad. Roberta Rambelli nell'omnibus Elric di Melniboné, Fantacollana 25, Editrice Nord, 1978.
2. La fortezza della perla (The Fortress of the Pearl), Gollancz, 1989. Trad. Gianluigi Zuddas, Narrativa Nord 106, Editrice Nord, 1998.
3. Sui mari del Fato (The Sailor on the Seas of Fate), Quartet Books, 1976. Trad. Roberta Rambelli nell'omnibus Elric di Melniboné, Fantacollana 25, Editrice Nord, 1978. Fix-up di tre racconti:
  1. “A vele spiegate verso il futuro” (“Sailing to the Future”). Composto appositamente per l'edizione in volume.
  2. “A vele spiegate verso il presente” (“Sailing to the Present”). Pubblicato anche come racconto autonomo dal titolo “Le terre al di là del mondo” ("The Lands Beyond the World", 1977).
  3. “A vele spiegate verso il passato” (“Sailing to the Past”). Riscrittura del racconto “Gli occhi dell’Uomo di Giada” ("The Jade Man's Eyes", 1973).
4. Il fato del lupo bianco (The Weird of the White Wolf), DAW Collectors 233, DAW Books, 1977. Trad. Roberta Rambelli nell'omnibus Elric di Melniboné, Fantacollana 25, Editrice Nord, 1978. Raccolta di quattro racconti:
  1. "Il sogno del conte Aubec" ("Master of Chaos" o "The Dream of Earl Aubec" o "Earl Aubec"), Fantastic maggio 1964.
  2. "La Città Sognante" ("The Dreaming City"), in Science Fantasy di giugno 1961.
  3. "Mentre gli dèi ridono" ("While the Gods Laugh"), in Science Fantasy di ottobre 1961.
  4. "La cittadella che cantava" ("The Singing Citadel"), nell'antologia The Fantastic Swordsmen, a cura di Lyon Sprague de Camp, Pyramid Books, 1967.
5. La torre che svaniva (The Sleeping Sorceress o The Vanishing Tower), New English Library, 1971. Trad. Roberta Rambelli nell'omnibus Elric il negromante, Fantacollana 30, Editrice Nord, 1979.
6. La vendetta della rosa (The Revenge of the Rose), Grafton, 1991. Trad. Gianluigi Zuddas, Narrativa Nord 116, Editrice Nord, 1998.
7. La maledizione della spada nera (The Bane of the Black Sword), DAW Collectors 254, DAW Books, 1977. Trad. Roberta Rambelli nell'omnibus Elric il negromante, Fantacollana 30, Editrice Nord, 1979. Raccolta di quattro racconti:
  1. "Il ladro di anime" ("The Stealer of Souls"), in Science Fantasy di febbraio 1962.
  2. "Re nelle tenebre" ("Kings in Darkness"), in Science Fantasy di agosto 1962.
  3. "I portatori di fiamma" ("The Flame Bringers" o "The Caravan of Forgotten Dreams"), in Science Fantasy di ottobre 1962.
  4. "Per la salvezza di Tanelorn" ("To Rescue Tanelorn"), in Science Fantasy di dicembre 1962.
8. The Citadel of Forgotten Myths, Saga Press e Gollancz, 2022. Fix-up di tre racconti:
  1. “How Elric Pursued His Weird into the Far World”. Riscrittura del racconto "Red Pearls" (2010).
  2. “How Elric Discovered an Unpleasant Kinship”. Riscrittura del racconto "Black Petals" (2008).
  3. “In Which Our Heroes Discover a Lost Past”. Composto appositamente per l'edizione in volume sulla base del racconto incompiuto "White Steel".
9. Tempestosa (Stormbringer), DAW Collectors 264, DAW Books, 1977. Trad. Roberta Rambelli nell'omnibus Elric il negromante, Fantacollana 30, Editrice Nord, 1979. Originariamente apparso su rivista in quattro puntate:
  1. "Il ritorno del dio morto" ("Dead God's Homecoming"), in Science Fantasy di giugno 1963.
  2. "I fratelli della spada nera" ("Black Sword's Brothers"), in Science Fantasy di ottobre 1963.
  3. "Lo scudo del gigante malinconico" ("Sad Giant's Shield"), in Science Fantasy di febbraio 1964.
  4. "La fine del principe dannato" ("Doomed Lord's Passing"), in Science Fantasy di aprile 1964.

Nella ristampa Gollancz in sei volumi (2013-2014) la sequenza è stata leggermente rettificata: "Il sogno del conte Aubec" appare prima di Elric di Melniboné come preludio (ottenendo una piena corrispondenza fra fabula e intreccio); Sui mari del Fato viene ampliato con un'Introduzione che rielabora il racconto non canonico "Elric: The Return to Melniboné" (1973), già apparsa in un'edizione audiolibro del 2006 ; fra "La città sognante" e "Mentre gli dèi ridono" è inserito il nuovo racconto "A Portrait in Ivory" (prima pubblicazione nell'antologia Logorrhea: Good Words Make Good Stories, a cura di John Klima, Bantam Books, 2007); fra "I portatori di fiamma" e "Per la salvezza di Tanelorn" è reintegrato il racconto "The Last Enchantment", composto nel 1962 ma a suo tempo rifiutato da Science Fantasy e pubblicato per la prima volta come episodio "fuori serie" nell'antologia Ariel: The Book of Fantasy, Volume Three, Ballantine Books, 1978. Tale rettifiche, però, non sono state riproposte nella ristampa Saga Press in due volumi (2022) propedeutica alla pubblicazione di The Citadel of Forgotten Myths, dunque la corretta disposizione dei tre testi brevi aggiuntivi resta in dubbio. In aggiunta, poco dopo la pubblicazione del nono romanzo Moorcock ha composto anche un racconto di Elric intitolato "The Folk of the Forest" (2023), al 2025 mai integrato nella saga principale 
La prima traduzione italiana della serie si basò sull'edizione DAW in sei volumi del 1977 e fu pubblicata nei due tomi omnibus Elric di Melniboné (trad. Roberta Rambelli, Fantacollana 25, Editrice Nord, 1978; comprende Elric di Melniboné, Sui mari del fato e Il fato del lupo bianco) ed Elric il negromante (trad. Roberta Rambelli, Fantacollana 30, Editrice Nord, 1979; comprende La torre che svaniva, La maledizione della spada nera e Tempestosa); tali raccolte furono successivamente combinate nel volume unico Elric di Melniboné (Grandi Opere Nord 26, 1995), poi riedito come La Saga di Elric di Melniboné (Narrativa Nord 98, 1997) in previsione della successiva traduzione, sempre entro Narrativa Nord, dei due midquel La fortezza della perla e La vendetta della rosa. La saga è stata successivamente ristampata in volumi omnibus di due testi l'uno (ma con l'eccezione de La vendetta della rosa) in Tascabili Immaginario Extra 3, 4, 23 e 41 Fanucci Editore, 2006-2008; è stata poi riproposta integralmente nei due tomi Elric. La saga (Oscar Draghi 44, Arnoldo Mondadori Editore, 2019; comprende l'esalogia originaria) ed Elric. La saga infinita (Oscar Draghi 158, Arnoldo Mondadori Editore, 2024; comprende i due midquel e la trilogia spin-off delle Moonbeam Roads). Si noti che sia la ristampa Fanucci sia quella Mondadori ripropongono l'originaria traduzione Nord, pertanto non includono l'Introduzione a Sui mari del Fato, né il nuovo racconto "A Portrait in Ivory" né la revisione di "The Last Enchantment". Al 2024 risultano inediti in Italia sia il midquel The Citadel of Forgotten Myths sia il nuovo racconto "The Folk of the Forest".

#### Racconti di collocazione incerta
Come accennato sopra, si svolgono nell'universo di Elric anche tre racconti che però non sono mai stati inquadrati in modo definitivo entro la cronologia ufficiale:
- "The Last Enchantment", composto nel 1962 per Science Fantasy ma prima edizione nell'antologia Ariel: The Book of Fantasy, Volume Three, Ballantine Books, 1978. Racconto pensato da Moorcock come conclusione della saga, poi scartato in favore del romanzo Tempestosa e pubblicato a lungo come episodio "fuori serie"; solo nella ristampa Gollancz è stato leggermente revisionato per confluire ne La maledizione della spada nera.
- "The Roaming Forest", nell'antologia Cross Plains Universe: Texans Celebrate Robert E. Howard, a cura di Scott A. Cupp e Joe R. Lansdale, MonkeyBrain Books and Fandom Association of Central Texas, 2006. Racconto con protagonista Rackhir l'Arciere Rosso ambientato prima di Elric di Melniboné; poiché Elric non vi appare, è trattato come testo autoconclusivo a sé stante.
- "The Folk of the Forest", nella rivista New Edge Sword & Sorcery vol. 1 n. 1, Brackenbury Books, Autunno 2023. Racconto prequel al romanzo Elric di Melniboné, e con ciò primo episodio della saga in ordine cronologico; al 2025 non è mai stato incluso in alcuna raccolta tematica.

Inoltre, Elric appare in tre racconti che Moorcock tratta non come sue avventure individuali, bensì come camei del personaggio entro altre saghe:
- "Elric alla fine del tempo" ("Elric at the End of Time"), nell'antologia Elsewhere, a cura di Mark Alan Arnold e Terri Windling, Ace Books, 1981. Trad. Roberta Rambelli nell'antologia Fantasy, a cura di Sandro Pergamo, Grandi Opere Nord 11, Editrice Nord, 1985. Ambientato contestualmente a "La città sognante", rappresenta il quinto episodio della sequenza delle Leggende entro la saga della Fine del Tempo.
- "Il canto del lupo bianco" (“The White Wolf’s Song”), nell'antologia Michael Moorcock's Elric: Tales of the White Wolf, a cura di Richard Gilliam e Edward E. Kramer, White Wolf Publishing, 1994. Trad. Luca Briasco nell'antologia I tesori della fantasy, a cura di Sandro Pergamo, Economica Tascabile 2ª serie n. 2, Fanucci Editore, 2000. Ambientato fra Sui mari del Fato e "La città sognante", è stato revisionato e integrato nella raccolta Fabulous Harbour; afferente alla trilogia del Second Ether.
- "A Portrait in Ivory", nell'antologia Logorrhea: Good Words Make Good Stories, a cura di John Klima, Bantam Books, 2007. Ambientato certamente fra "La città sognante" e "Mentre gli dèi ridono", ma solo nella ristampa Gollancz della saga di Elric è confluito ne Il fato del lupo bianco; è stato invece integrato come episodio semi-autonomo nella raccolta London Bone and Other Storie, parte della Sequenza londinese.

#### Racconti non canonici
I seguenti sette testi brevi rappresentano redazioni alternative di materiale poi revisionato e confluito nell'ennealogia principale:
- "Gli occhi dell'Uomo di Giada" ("The Jade Man's Eyes"), forse abbozzato già nel 1966 ma pubblicato come chapbook da Unicorn Books, 1973; revisionato per l'antologia Flashing Swords! 2, a cura di Lin Carter, Doubleday, 1973. Trad. Roberta Rambelli in Heroic Fantasy. Il meglio della fantasia eroica moderna, a cura di Lin Carter, Enciclopedia della Fantascienza 4, Fanucci Editore, 1979. La stesura originaria si svolge fra "La cittadella che cantava" e "Il ladro di anime"; la revisione anticipa gli eventi a prima de "La città sognante" ed è poi divenuta la terza parte del fix-up Sui mari del fato.
- "The Sleeping Sorceress", nell'antologia Warlocks and Warriors, a cura di Douglas Hill, Mayflower Books, 1971. Estratto da La torre che svaniva corrispondente alla prima parte del romanzo.
- "Elric: The Return to Melniboné", racconto illustrato da Philip Druillet e pubblicato come chapbook da Jayde Design, 1973. Si svolge prima de "La città sognante", successivamente rielaborato nell'Introduzione a Sui mari del Fato.
- "Le terre al di là del mondo" ("The Lands Beyond the World"), nell'antologia Flashing Swords! 4: Barbarians and Black Magicians, a cura di Lin Carter, Doubleday, 1977. Trad. Roberta Rambelli in Maghi e guerrieri. Altre storie di fantasia eroica, a cura di Lin Carter, Enciclopedia della Fantascienza 6, Fanucci Editore, 1981. Estratto da Sui mari del fato corrispondente alla seconda parte del romanzo.
- "Black Petals", nella rivista Weird Tales di Marzo-Aprile 2008. Racconto collocato approssimativamente fra "Mentre gli dèi ridono" e "La cittadella che cantava"; successivamente rielaborato nella seconda parte di The Citadel of Forgotten Myths.
- "Red Pearls", nell'antologia Swords & Dark Magic: The New Sword and Sorcery, a cura di Jonathan Strahan e Lou Anders, Eos, 2010. Racconto collocato immediatamente dopo "Black Petals"; successivamente rielaborato nella prima parte di The Citadel of Forgotten Myths.
- "White Steel", racconto pensato da Moorcock come conclusione della vicenda di "Balck Petals" e "Red Pearls", mai composto in forma autonoma e pesantemente rielaborato nella terza parte de The Citadel of Forgotten Myths.

#### Contributi di altri autori
Negli anni Novanta Moorcock ha autorizzato venticinque autori e autrici suoi ammiratori ad allestire una raccolta di racconti "omaggio" con protagonista Elric, pubblicata come volume fuori serie della collana statunitense The Eternal Champion:
- Michael Moorcock's Elric: Tales of the White Wolf, a cura di Richard Gilliam e Edward E. Kramer, White Wolf Publishing, 1994. Comprende ventitré racconti e una poesia con introduzione di Moorcock stesso.

### Universo di Sexton Blake
Moorcock ha ambientato tre romanzi brevi nell'universo narrativo di Sexton Blake, creato da Harry Blyth; il secondo dei tre testi è poi confluito nella Sequenza Londinese.
- A Caribbean Crisis, Sexton Blake Library 4ª serie n. 501, Fleetway Publications, 1962. Con lo pseudonimo di "Desmond Ried".
- Uno sguardo sul Nilo (The Cairene Purse), nell'antologia Zenith 2, a cura di David S. Garnett, Orbit, 1990. Trad. Paola Tomaselli nell'antologia Supernovæ, IperFICTION, Interno Giallo, 1993.
- Curare, nell'antologia Zenith Lives!, a cura di Stuart Douglas, Obverse Quarterly 4, Obverse Books, 2012.

In aggiunta, l'autore ha elaborato un vero e proprio cross-over fra l'universo di Blake e il ciclo del Campione Eterno con la sequenza di racconti del Metatemporal Detective (cfr. sotto).

### IlCampione Eterno
1. Il campione eterno (The Eternal Champion), Science Fantasy giugno 1962; revisionato, espanso e riedito in volume da Mayflower Books, 1970. Trad. Sebastiano Fusco e Riccardo Valla nell'omnibus Il campione eterno, Fantascienza Book Club 2, Sevagram, 1985.
2. I guerrieri d'argento (The Phoenix in Obsidian o The Silver Warriors), Mayflower Books, 1970. Trad. Sebastiano Fusco e Riccardo Valla nell'omnibus Il campione eterno, Fantascienza Book Club 2, Sevagram, 1985.
3. Il drago nella Spada (The Dragon in the Sword), Ace Books, 1986. Trad. Riccardo Valla, Il Libro d'Oro 119, Fanucci Editore, 1999.

### Moorcock'sMultiverse&Travelling to Utopia
Sette romanzi di fantascienza originariamente composti da Moorcock come testi autoconclusivi e frequentemente alterati nelle varie ristampe. 
- The Sundered Worlds o The Blood Red Game, Compact Books, 1965. Fix-up di due romanzi brevi interconnessi:
  1. The Sundered Worlds, Science Fiction Adventures novembre 1962.
  2. The Blood Red Game, Science Fiction Adventures maggio 1963.
- The Shores of Death, serializzato in due puntate in New Worlds SF settembre-ottobre e novembre-dicembre 1964; revisionato, espanso e riedito in volume con il titolo di The Twilight Man, Compact Books, 1966; la revisione espansa è stata nuovamente intitolata The Shores of Death a partire dall'edizione Sphere, 1970.
- The Fireclown poi The Winds of Limbo, Compact Books, 1965.
- I riti dell'infinito (The Wrecks of Time o The Rituals of Infinity), serializzato in tre puntate sotto lo pseudonimo di James Colvin in New Worlds SF novembre e dicembre 1965 e gennaio 1966; prima edizione in volume con censure nel tomo doppio Tramontane / The Wrecks of Time, Ace Double H-36, Ace Books, 1967; prima edizione integrale Arrow Books, 1971. Trad. Vittorio Curtoni, Omicron Fantascienza 5, SIAD Edizioni, 1981.
- Il veliero dei ghiacci (The Ice Schooner), serializzato in tre puntate in SF Impulse novembre e dicembre 1966 e gennaio 1967; prima edizione in volume Sphere, 1969. Trad. Roberta Rambelli, Galassia 163, Casa Editrice La Tribuna, 1 aprile 1972.
- Il corridoio nero (The Black Corridor), Ace Books, 1969. Trad. Gabriele Tamburini, Galassia 172, Casa Editrice La Tribuna, 15 agosto 1972. Collaborazione con Hilary Bailey.
- The Distant Suns, serializzato in diciotto puntate in The Illustrated Weekly of India dal 16 giugno al 2 novembre 1969; prima edizione in volume Unicorn Books, 1975. Collaborazione con James Cawthorn.[15]

Quando venne allestita l'edizione Millenium/White Wolf, Moorcock revisionò questi romanzi per integrarli nel ciclo del Campione Eterno e li organizzò in due antologie tematiche, di cui la seconda apparve solo nell'edizione White Wolf per problematiche di diritti:
1. Sailing to Utopia (Millenium, 1993): comprende Il veliero dei ghiacci, Il corridoio nero, The Distant Suns e il racconto lungo "Flux" (New Worlds Science Fiction luglio 1963); quest'ultimo testo fu revisionato in un episodio minore della saga dei von Bek.
2. The Roads Between the Worlds (White Wolf Publishing, 1996): comprende I riti dell'infinito, The Winds of Limbo, The Shores of Death e una cornice narrativa composta appositamente per interconnettere i tre romanzi; i tre testi furono revisionati per diventare uno spin-off della saga principale dei von Bek.
3. The Sundered Worlds apparve anch'esso nella sola edizione White Wolf, fu revisionato in un episodio della saga principale dei von Bek e pubblicato congiuntamente a Il mastino della guerra e The City in the Autumn Stars, formando una trilogia.

Nella riedizione Gollancz solo The Sundered Worlds mantenne le revisioni del 1996, mentre I riti dell'infinito, The Winds of Limbo e The Shores of Death furono riportati alle stesure originarie; inoltre le due antologie tematiche furono riorganizzate come segue:
1. Moorcock's Multiverse (2014): comprende The Sundered Worlds, The Winds of Limbo e The Shores of Death.
2. Travelling to Utopia (2014): comprende I riti dell'infinito, Il veliero dei ghiacci e Il corridoio nero.
3. The Distant Suns fu stampato come romanzo autoconclusivo.

La cornice narrativa di The Roads Between the Worlds e "Flux" sono stati completamente esclusi dalla ristampa Gollancz.

### Scar-Faced Brooder
Un dittico di racconti con i medesimi personaggi principali riunito nella raccolta The Time Dweller, Hart-Davies, 1969.
1. "The Time Dweller", New Worlds Science Fiction febbraio 1964.
2. "Escape from Evening", New Worlds SF marzo 1965.

### Michael Kane il guerriero di Marte
La prima edizione britannica apparve sotto lo pseudonimo di Edward P. Bradbury, mentre la prima edizione statunitense apparsa cinque anni dopo fu firmata a nome Michael Moorcock.
1. La fidanzata di Marte (Warriors of Mars), Compact Books, 1965. Riedito come The City of the Beast, Lancer Books, 1970.
2. L'amico di Marte (Blades of Mars), Compact Books, 1965. Riedito come The Lord of the Spiders, Lancer Books, 1971.
3. La sposa di Marte (Barbarians of Mars), Compact Books, 1965. Riedito come The Masters of the Pit, Lancer Books, 1971.

Edito in italiano nel volume omnibus Trilogia di Marte, trad. Giuseppe Lippi, Fantascienza 5, Armenia Editore, 1980. 

#### Racconti spin-off
- "The Lost Canal", nell'antologia Old Mars, a cura di George R. R. Martin e Gardner Dozois, Bantam Books, 2013. Racconto autoconclusivo ambientato nello stesso mondo della trilogia originale, dopo gli eventi di quest'ultima. Non incluso nella ristampa Gollancz.

### Nick Allard / Jerry Cornell
Questa serie ebbe origine dagli interventi di ghost-writing apportati da Moorcock al romanzo The LSD Dossier di Roger Harris, cui fecero seguito due sequel composti dal solo Moorcock sotto lo pseudonimo di Bill Barclay.
1. The LSD Dossier, Compact Books, 1966. Composto con Roger Harris.
2. Somewhere in the Night, Compact Books, 1966.
3. Printer's Devil, Compact Books, 1966.

In seguito Moorcock revisionò Somewhere in the Night e Printer's Devil per rimuovere dai due testi tutte le proprietà intellettuali di Harris e ripubblicarli a nome proprio, come dilogia integrata nel ciclo del Campione Eterno. In questo processo il nome del protagonista fu cambiato da Nick Allard in Jerry Cornell.
1. The Chinese Agent, The Macmillan Company, 1970.
2. The Russian Intelligence, Savoy Books, 1980.

### Karl Glogauer
1. I.N.R.I. (Behold the Man), New Worlds SF settembre 1966; revisionato, espanso e riedito in volume da Allison & Busby, 1969. Trad. Teobaldo Del Tanaro, SAGA 8, MEB, 1976.
2. Breakfast in the Ruins, New English Library, 1972.

### Dorian Hawkmoon

#### La Grande Storia della Runa Magica
1. Il Gioiello della Morte (The Jewel in the Skull), Lancer Books, 1967. Trad. Mariagrazia Bianchi, Fantapocket 22, Longanesi, 1978.
2. L'Amuleto del Dio Pazzo (Sorcerer's Amulet poi The Mad God's Amulet), Lancer Books, 1968. Trad. Mariagrazia Bianchi, Fantapocket 25, Longanesi, 1978.
3. La Spada dell'Aurora (Sword of the Dawn poi The Sword of the Dawn), Lancer Books, 1968. Trad. Mariagrazia Bianchi, Fantapocket 31, Longanesi, 1978.
4. Il segreto del Talismano poi La runa magica (The Secret of the Runestaff poi The Runestaff), Lancer Books, 1969. Trad. Mariagrazia Bianchi, Fantapocket 32, Longanesi, 1978.

#### Chronicles of Castle Brass / Count Brass
1. Count Brass, Mayflower, 1973.
2. The Champion of Garathorm, Mayflower, 1973.
3. The Quest for Tanelorn, Mayflower, 1975.

### Jerry Cornelius
La saga di Jerry Cornelius è articolata in tre sotto-serie autonome l'una dalle altre.

#### The Cornelius Chronicles / The Cornelius Quartet
Tetralogia di romanzi concatenati riunita per la prima volta nell'omnibus The Cornelius Chronicles, Avon, 1977, riintitolato The Cornelius Quartet a partire dalla ristampa Phoenix House, 1993.
1. Programma finale (The Final Programme), Avon, 1968. Trad. Adriana Lusvarghi e Daniela Dall'Aglio, Galassia 123, Casa Editrice La Tribuna, 1 agosto 1970.
2. A Cure for Cancer, serializzato in quattro puntate in New Worlds SF marzo, aprile, maggio e giugno 1969.
3. The English Assassin: A Romance of Entropy, Allison & Busby, 1972.
4. The Condition of Muzak, Allison & Busby, 1977.

#### A Cornelius Calendar
In origine tetralogia di romanzi complementare a quella principale, riunita nell'omnibus A Cornelius Calendar, Phoenix House, 1993; la raccolta fu espansa con due ulteriori romanzi brevi nella riedizione Gollancz, 2014.
1. The Adventures of Una Persson and Catherine Cornelius in the Twentieth Century, Quartet Books, 1976.
2. The Entropy Tango, New English Library, 1981.
3. The Great Rock 'n' Roll Swindle o Gold Diggers of '77 o Gold Diggers of 1977 (Ten Claims That Won Our Hearts) o Gold Diggers of 1997 (Ten Claims That Won Our Hearts), Virgin Books, 1980.
4. The Alchemist's Question, nella raccolta The Opium General, Harrap, 1984.
5. Incendio alla cattedrale. Una storia di Jerry Cornelius (Firing the Cathedral), PS Publishing, 2002. Trad. Nello Giugliano nell'antologia Le città del domani, a cura di Peter Crowther, Collezione Immaginario Solaria 15, Fanucci Editore, 2004.
6. Modern Times poi Modern Times 2.0, nell'antologia The Solaris Book of New Science Fiction: Volume Two, a cura di George Mann, Solaris, 2008.

#### Raccolte di racconti
Accanto alle due serie di romanzi, Moorcock ha composto numerosi racconti con protagonista Cornelius e ha autorizzato altri scrittori suoi amici a creare avventure "apocrife" del personaggio; il corpus di testi brevi così creatosi forma una continuity separata da quella dei romanzi ed è stato organizzato in quattro diverse raccolte:
- The Nature of the Catastrophe, Hutchinson, 1971. Comprende cinque testi di Moorcock composti nel triennio 1968-1970 e dieci contributi di Brian W. Aldiss, M. John Harrison, Langdon Jones, Norman Spinrad, Alex Krislov, Maxim Jakubowski, Mal Dean e Richard Glyn Jones.
- The Lives and Times of Jerry Cornelius, Allison & Busby, 1976. Comprende i cinque racconti di Moorcock già apparsi in The Nature of the Catastrophe e sei altri suoi testi composti nel periodo 1970-1974.
- The New Nature of the Catastrophe, Millenium, 1993. Comprende gli undici racconti di Moorcock già presenti in The Lives and Times of Jerry Cornelius, quattro suoi nuovi testi del periodo 1979-1993, e quindici contributi di altri.
- Jerry Cornelius: His Life and His Times, Victor Gollancz Ltd., 2015. Comprende gli undici racconti di Moorcock già presenti in The Lives and Times of Jerry Cornelius, i quattro aggiunti in The New Nature of the Catastrophe e sette opere successive, per un totale di ventuno testi.

Di tutto il corpus dei racconti è edito in italiano solo un testo:
- "La base di Pechino" ("The Peking Junction"), nell'antologia The New S.F.: An original anthology of modern speculative fiction, a cura di Langdon Jones, Hutchinson, 1969. Trad. Nicoletta Vallorani nell'antologia Millemondinverno 1987: 3 Romanzi brevi e 13 Racconti, Urania Millemondi 1ª serie n. 32, Arnoldo Mondadori Editore, novembre 1987.

### Corum
Le due parti dell'esalogia furono originariamente tradotte in Italiano in due edizioni fra loro scollegate e difformi. La prima edizione integrale in una traduzione uniforme è stata l'omnibus Il ciclo del principe Corum, traduzione e curatela di Massimo Scorsone, Oscar Draghi 68, Arnoldo Mondadori Editore, 2021.

#### Le Spade di Corum
1. Il Signore del Caos poi Il Cavaliere delle Spade (The Knight of the Swords), Mayflower, 1971. Trad. Vito Messana, Delta - Collana di Fantascienza e Fantasia Eroica 2, Sugar Editore, 1973.
2. La Regina delle Spade (The Queen of the Swords), Berkeley Medallion, 1971. Trad. Pierantonio Rumignani, Delta - Collana di Fantascienza e Fantasia Eroica 7, Sugar Editore, 1974.
3. Gli dei perduti poi Il Re delle Spade (The King of the Swords), Berkeley Medallion, 1971. Trad. Vito Messana, Delta - Collana di Fantascienza e Fantasia Eroica 11, Sugar Editore, 1974.

#### Le Cronache di Corum
Prima edizione italiana nel volume omnibus Le Cronache di Corum, trad. Lidia Lax e Diana Georgiacodis, Oscar Fantasy 12, Arnoldo Mondadori Editore, 1990.
1. Il Toro e la Lancia (The Bull and the Spear), Allison & Busby, 1973.
2. La Quercia e l'Ariete (The Oak and the Ram), Allison & Busby, 1973.
3. La Spada e lo Stallone (The Sword and the Stallion), Berkeley Medallion, 1974.

### The Nomad of Time(oA Nomad of the Time Streams)
1. The Warlord of the Air, Ace Books, 1971.
2. The Land Leviathan, Doubleday, 1974.
3. The Steel Tsar, Granada, 1981; completamente riscritto per la ripubblicazione nel volume omnibus A Nomad of the Time Streams, Millenium, 1993; la ristampa nell'omnibus The Nomad of Time, Gollancz, 2014, reintegra nel testo revisionato del 1993 una porzione in precedenza perduta della stesura originale del 1981.

### LaFine del Tempo
La serie consiste di una trilogia di romanzi principale e una sequenza di racconti e romanzi che si inseriscono come midquel entro la triogia principale.

#### The Dancers at the End of Time
1. An Alien Heat, MacGibbon & Kee, 1972.
2. The Hollow Lands, Harper & Row, 1974.
3. The End of All Songs, Harper & Row, 1976.

#### Leggende alla fine del Tempo
1. "Rose pallide" ("Pale Roses"), nell'antologia New Worlds 7, a cura di Hilary Bailey e Charles Platt, Sphere Books, 1974.
2. "Stelle bianche" ("White Stars"), nell'antologia New Worlds 8: The Science Fiction Quarterly, a cura di Hilary Bailey, Sphere Books, 1975.
3. Ombre antiche (Ancient Shadows), nell'antologia New Worlds 9, a cura di Hilary Bailey, Corgi Books / Transworld Publishers, 1976.
4. Fuoco costante (Constant Fire), nell'antologia New Worlds 10, a cura di Hilary Bailey, Corgi Books, 1976; revisionato, espanso e riedito in volume con il titolo di The Transformation of Miss Mavis Ming, W. H. Allen, 1977; rintitolato A Messiah at the End of Time nella ristampa DAW Collectors 277, DAW Books, 1978; ulteriormente revisionato e nuovamente intitolato Constant Fire per la ristampa nell'omnibus Legends from the End of Time, Millenium, 1993.
5. "Elric alla fine del tempo" ("Elric at the End of Time"), nell'antologia Elsewhere, a cura di Mark Alan Arnold e Terri Windling, Ace Books, 1981.[16]
6. "Sumptuous Dress: A Question Of Size At The End Of Time", Postscripts estate 2008.

I due racconti "Rose pallide" e Stelle bianche" e il romanzo breve Ombre antiche furono sistematizzati quasi immediatamente nella raccolta Legends from the End of Tim (W. H. Allen, 1976), mentre il romanzo The Transformation of Miss Mavis Ming / A Messiah at the End of Time apparve a lungo come volume autonomo ed "Elric alla fine del tempo" fu pubblicato essenzialmente in antologie miscellanee di racconti fantasy; i cinque testi furono riuniti per la prima volta in Legends from the End of Time (Millenium, 1993), successivamente ampliato con l'aggiunta di "Sumptuous Dress" e rintitolato Tales from the End of Time (Gollancz, 2014).
La serie è stata tradotta in italiano solo parzialmente:
- "Rose pallide", "Stelle bianche", Ombre antiche e Fuoco costante (nella prima stesura breve) sono riuniti nella raccolta creata appositamente per il mercato italiano Leggende alla fine del Tempo, trad. Rino Ferri, Robot Speciale 7, Armenia Editore, 31 marzo 1978.
- "Elric alla fine del tempo" appare nell'antologia Fantasy, a cura di Sandro Pergamo, trad. Roberta Rambelli, Grandi Opere Nord 11, Editrice Nord, 1985.
- "Sumptuous Dress" e la stesura lunga definitiva di Constant Fire risultano inediti al 2024.

### My Experiences in the Third World War
Serie costituita in origine da tre racconti interconnessi, composti fra 1979 e 1980 e pubblicati congiuntamente nella raccolta My Experiences in the Third World War, Savoy Books, 1980; un quarto testo venne composto nel 1989 e aggiunto al ciclo nella raccolta Earl Aubec and Other Stories, Millenium, 1993, nella quale il protagonista anonimo venne ribattezzato "sig. Bekov" (rendendo così il ciclo uno spin-off della saga dei von Bek); i quattro episodi vennero poi riportati alla stesura originale e assemblati come romanzo fix-up in My Experiences in the Third World War and Other Stories, Gollancz, 2014; infine, il fix-up è stato espanso con un romanzo breve e due racconti (pubblicati per la prima volta in traduzione francese) sotto il titolo di Kaboul et autres souvenirs de la troisième guerre mondiale, illustrato da Miles Hyman, Denoël, 2018.
1. Dancing in Rome, composto per Kaboul et autres souvenirs de la troisième guerre mondiale, 2018.
2. "Casablanca", prima pubblicazione nella raccolta Casablanca, Gollancz, 1989.
3. "Going to Canada", composto per My Experiences in the Third World War, 1980.
4. "Leaving Pasadena", composto per My Experiences in the Third World War, 1980.
5. "Kabul", composto per Kaboul et autres souvenirs de la troisième guerre mondiale, 2018. Prima edizione in inglese in The Magazine of Fantasy & Science Fiction settembre-ottobre 2019.
6. "Crossing into Cambodia", prima pubblicazione contemporaneamente in inglese e francese nell'antologia Vingt maisons du Zodiaque / Twenty Houses of the Zodiac, a cura di Maxim Jakubowski, Denoël / New English Library, 1979.
7. "Odysseus Came Home", composto per Kaboul et autres souvenirs de la troisième guerre mondiale, 2018.

### Von Bek
Solo il primo volume è edito in Italiano.
1. Il mastino della guerra (The War Hound and the World's Pain), Timescape Books, 1981. Trad. Annarita Guarnieri, Fantacollana 52, Editrice Nord, 1985.
2. The Brothel in Rosenstrasse, New English Library, 1982.
3. The City in the Autumn Stars, Grafton Books, 1986.

The Brothel in Rosenstrasse è un romanzo realistico slegato dalla saga fantastica del Campione Eterno, pertanto fu escluso dalla raccolta Millenium/White Wolf; l'edizione Gollancz lo ha incluso nell'antologia The Brothel in Rosenstrasse and Other Stories (2014).

#### Testi non canonici
Due racconti e un romanzo autoconclusivi sono stati riscritti da Moorcock per divenire parte della saga dei von Bek, salvo poi disconoscere o comunque attenuare questa riorganizzazione:
- "Il giardino del piacere di Felipe Sagittarius" ("The Pleasure Garden of Felipe Sagittarius"), New Worlds SF settembre 1965; trad. Gianni Montanari nell'antologia Cristalli di futuro, a cura di Norman Spinard, Galassia 211, Casa Editrice La Tribuna, 1 gennaio 1976. Racconto, nel 1992 fu riscritto come episodio minore della saga dei von Bek per la ristampa Millenium/White Wolf e antologizzato in appendice a Il mastino della guerra e The City in the Autumn Stars. La ristampa Gollancz scarta la revisione del 1992 e antologizza la stesura originale del 1965 nel volume miscellaneo My Experiences in the Third World War and Other Stories (2015).
- "Flux", New Worlds Science Fiction luglio 1963. Racconto, nel 1993 fu riscritto come episodio minore della saga dei von Bek per la ristampa Millenium/White Wolf e antologizzato in appendice alla raccolta di romanzi fantascientifici Sailing to Utopia, in modo analogo a quanto fatto con "Il giardino del piacere di Felipe Sagittarius". Scartato dalla ristampa Gollancz, sia nella stesura originale sia in quella revisionata.
- The Sundered Worlds (anche intitolato The Blood Red Game), Compact Books, 1965. Romanzo escluso per problematiche di diritti dalla ristampa Millenium; nella ristampa White Wolf del 1996 fu revisionato da Moorcock in un episodio primario della saga dei von Bek alla pari con Il mastino della guerra e The City in the Autumn Stars, formando così una trilogia. La ristampa Gollancz conserva la revisione testuale del 1996 ma declassa il romanzo a semplice spin-off della dilogia dei von Bek, includendolo nella raccolta di testi fantascientifici Moorcock's Multiverse (2014).

### Between the Wars
1. Byzantium Endures, Secker & Warburg, 1981.
2. The Laughter of Carthage, Secker & Warburg, 1984.
3. Jerusalem Commands, Jonathan Cape, 1992.
4. The Vengeance of Rome, Jonathan Cape, 2006.

### Sequenza Londinese
Trilogia composta da due romanzi e una raccolta di testi brevi.
1. Madre Londra (Mother London), Secker & Warburg, 1988. Trad. Stefano Carducci, Collezione Immaginario Solaria 2, Fanucci Editore, 2001.
2. King of the City, Simon & Schuster UK, 2000.
3. London Bone and Other Stories, Simon & Schuster UK, 2001; espanso per la riedizione Weidenfeld & Nicolson, 2016. Comprende un romanzo breve e sedici racconti (di cui otto aggiunti nella riedizione espansa):
  - "A Child's Christmas in the Blitz", Dodgem Logic 8, aprile 2011.
  - "Lost London", nell'antologia London: City of Disappearences, a cura di Ian Sinclair, Hamish Hamilton, 2006.
  - "A Winter Admiral", The Daily Telegraph marzo 1994.
  - "The Third Jungle Book", nell'antologia ParaSpheres, a cura di Ken Keegan e Rusty Morrison, Omnidawn Publishing, 2006.
  - "London Blood", nell'antologia The Time Out Book of London Short Stories, Volume 2, a cura di Nicholas Royle, Penguin Books, 2000.
  - "A Portrait in Ivory", nell'antologia Logorrhea: Good Words Make Good Stories, a cura di John Klima, Bantam Books, 2007.[17]
  - "Dove in the Circle", nell'antologia The Time Out Book of New York Short Stories, a cura di Nicholas Royle, Penguin Books, 1997.
  - "A Twist in the Lines", nell'antologia Multiverse Expanded, a cura di Ole Hagen, Akershus Kunstsenter, 2011.
  - "The Clapham Antichrist", nell'antologia Smoke Signals, a cura del London Arts Board, Penguin Books, 1993.[18]
  - "Cake", Prospect 111, giugno 2005.
  - "Osso di Londra" ("London Bone"), nell'antologia New Worlds, a cura di David S. Garnett, White Wolf, 1997. Trad. Antonella Pieretti nell'antologia Millemondi Estate 1999: Il gioco infinito, Urania Millemondi 2ª serie n. 20, Arnoldo Mondadori Editore, giugno 1999.
  - "Stories", nell'antologia Stories: All-New Tales, a cura di Neil Gaiman e Al Sarrantonio, Morrow/Headline, 2010.
  - "London Flesh", nell'antologia London: City of Disappearences, a cura di Ian Sinclair, Hamish Hamilton, 2006.[19]
  - Uno sguardo sul Nilo (The Cairene Purse), nell'antologia Zenith 2, a cura di David S. Garnett, Orbit, 1990. Trad. Paola Tomaselli nell'antologia Supernovæ, IperFICTION, Interno Giallo, 1993.[20]
  - "Furniture", prima pubblicazione come radiodramma trasmesso entro il programma Book at Bedtime dell'emittente BBC Radio 4 Extra, 1999.
  - "Through the Shaving Mirror", Nature 6803, settembre 2000.
  - "Lost London Writers", Waterstone's Magazine 1999.

### Second Ether
Trilogia composta da due romanzi e una raccolta di testi brevi.
1. Blood: A Southern Fantasy, Millenium, 1995.
2. Fabulous Harbours, Millenium, 1995. Comprende dodici racconti:
  - "Introduction", composto appositamente per Fabulous Harbours.
  - "The Retirement of Jack Karaquazian", composto appositamente per Fabulous Harbours.
  - "The White Pirate", nell'antologia Blue Motel, a cura di Peter Crowther, Little, Brown, 1994.
  - "Il canto del lupo bianco" (“The White Wolf’s Song” poi “The Black Blade's Summoning”), nell'antologia Michael Moorcock's Elric: Tales of the White Wolf, a cura di Richard Gilliam e Edward E. Kramer, White Wolf Publishing, 1994. Trad. Luca Briasco nell'antologia I tesori della fantasy, a cura di Sandro Pergamo, Economica Tascabile 2ª serie n. 2, Fanucci Editore, 2000.[16]
  - "Some Fragments Found in the Effects of Mr Sam Oakenhurst", composto appositamente per Fabulous Harbours.
  - "Lunching with the Antichrist", nell'antologia Smoke Signals, a cura del London Arts Board, Penguin Books, 1993[18].
  - "The Affair of the Seven Virgins", The Time Centre Times 1994.
  - "The Girl Who Killed Sylvia Blade", Golden Nugget 1966.
  - "Crimson Eyes", New Statesman & Society 1994.
  - "No Ordinary Christian", nell'antoloiga Tombs, a cura di Peter Crowther e Edward E. Kramer, White Wolf Publishing, 1995.
  - "The Enigma Windows", New Statesman & Society 1995.
  - "Epilogue: The Birds of the Moon – A Traveller's Tale", pubblicato come chapbook da Jayde Design, 1995.
3. The War Amongst the Angels, Millenium, 1996.

#### The Metatemporal Detective
Sotto-serie spin-off della trilogia del Second Ether che la ricollega all'universo narrativo condiviso di Sexton Blake, creato da Harry Blyth; consiste di un romanzo breve e dieci racconti riuniti nella raccolta The Metatemporal Detective, Pyr, 2007. Tre testi appartengono anche alla trilogia principale del Second Ether (in cui confluiscono in Fabulous Harbours), mentre un quarto è una riscrittura del racconto originariamente autoconclusivo "Il giardino del piacere di Felipe Sagittarius" ("The Pleasure Garden of Felipe Sagittarius"), diversa sia dalla stesura originale apparsa su rivista nel 1965 sia dalla precedente revisione per l'edizione Millenium/White Wolf del 1992.
1. "The Affair of the Seven Virgins", The Time Centre Times 1994.
2. "Crimson Eyes", New Statesman & Society 1994.
3. "The Ghost Warriors", in Tales from the Texas Woods, Mojo Press, 1997.
4. "The Girl Who Killed Sylvia Blade", Golden Nugget 1966.
5. "Il caso del canarino nazista" ("The Case of the Nazi Canary"), nell'antologia La super raccolta di storie d'avventura (McSweeney's Mammoth Treasury of Thrilling Tales), a cura di Michael Chabon, Hamish Hamilton, 2003; trad. Luca Fusari, Strade Blu 18, Arnoldo Mondadori Editore, 2004.
6. "Sir Milk-and-Blood", in Tales from the Texas Woods, Mojo Press, 1997.
7. The Mystery of the Texas Twister, Argosy gennaio-febbraio 2004.
8. "London Flesh", nell'antologia London: City of Disappearences, a cura di Ian Sinclair, Hamish Hamilton, 2006.[19]
9. "The Pleasure Garden of Felipe Sagittarius", nuova stesura del racconto omonimo già pubblicato in New Worlds SF settembre 1965.
10. "The Affair of Le Bassin Les Hivers", nell'antologia Danse Macabre, a cura di Jean-Marc Lofficier e Randy Lofficier, Black Coat Press, 2007.
11. "The Flaneur des Arcades de l'Opera", composto appositamente per The Metatemporal Detective.

Degli otto testi di questa serie non presenti in Fabulous Harbours, la Michael Moorcock Collection ha riproposto solo i racconti "Sir Milk-and-Blood", e "The Flaneur des Arcades de l'Opera", inclusi nel volume antologico Elric: The Sleeping Sorceress and Other Stories (2014), e "London Flesh", confluito nella raccolta Breakfast in the Ruins and Other Stories (2014), mentre "The Pleasure Garden of Felipe Sagittarius" è stato ristampato entro My Experiences of the Third World War and Other Stories (2014) nella stesura originale del 1965. I rimanenti quattro episodi sono stati scartati.

### Moonbeam Roads
Saga cross-over fra le serie dei von Bek e di Elric di Melniboné; a livello di cronologia interna la ristampa Gollancz del 2013-2014 l'ha presentata come epilogo al ciclo di Elric, e la medesima soluzione è stata adottata nella prima edizione integrale in lingua italiana, entro l'omnibus Elric. La saga infinita, trad. Davide Mana, Oscar Draghi 158, Arnoldo Mondadori Editore, 2024.
1. La figlia della ladra di sogni (The Dreamthief's Daughter: A Tale of the Albino poi Daugther of Dreams), Eartlight, 2001. Trad. Elisa Villa, Il Libro d'Oro 130, Fanucci Editore, 2001.
2. L'albero degli Skrayling (The Skrayling Tree: The Albino in America poi Destiny's Brother), Warner Aspect, 2003.
3. Il figlio del lupo bianco. L'albino sottoterra (The White Wolf's Son: The Albino Underground poi Son of the Wolf), Warner Aspect, 2005.

### Universo delDoctor Who
Moorcock ha composto un romanzo cross-over fra il ciclo del Campione Eterno e l'universo narrativo del Doctor Who.
- The Coming of the Terraphiles, BBC Books, 2010.

### The Sanctuary of the White Friars
Serie in corso di stesura.
1. The Whispering Swarm, Tor Books, 2015.
2. The Woods of Arcady, Tor Books, 2023.
3. Terzo volume ancora senza titolo.

### Romanzi autoconclusivi
Sono elencati sia i romanzi veri e propri (novel) sia i romanzi brevi (novella).
- Il fiume dell'eternità (The Golden Barge: A Fable), composto nel 1958 ma prima edizione integrale per Savoy Books, 1979; un estratto era già apparso con il titolo di "The Golden Barge" e sotto lo pseudonimo di William Barclay in New Worlds SF ottobre 1965. Trad. Abramo Luraschi, Galaxis 4, Editrice Scorpio, luglio 1986.
- The Deep Fix, Science Fantasy aprile 1964 sotto lo pseudonimo di James Colvin.
- La Saga di Gloriana (Gloriana; or, the Unfulfill'd Queen), Allison & Busby, 1978; riedito con alcune revisioni nella parte finale per Phoenix House, 1993; a partire dalla ristampa Aspect, 2004, il romanzo è proposto nella stesura originale e la redazione alternativa del finale è acclusa in appendice. Trad. Riccardo Valla, Biblioteca di Fantasy 7, Arnoldo Mondadori Editore, 1991.
- Silverheart, Earthlight, 2000. Romanzo composto da Storm Constantine su soggetto di Moorcock.
- The Sunday Books, Duckworth Overlook, 2017. Romanzo composto da Moorcock sulla base di illustrazioni di Mervyn Peake.

### Romanzi a fumetti
Oltre ad aver autorizzato numerosi adattamenti a fumetti delle proprie prose, Moorcock ha contribuito personalmente alla realizzazione di tre romanzi grafici a soggetto originale:
- The Swords of Heaven, the Flowers of Hell, soggetto di Michael Moorcock, sceneggiatura e disegni di Howard Chaykin, HM Communications, 1979. Un midquel nel ciclo di John Daker collocato nell'ellisse temporale fra i romanzi I guerrieri d'argento e Il drago nella spada.
- Michael Moorcock's Multiverse, sceneggiatura di Michal Moorcock e disegni di Walter Simonson, Mark Reeve e John Ridgway, Helix, serializzato in dodici albi fra 1997 e 1998 e ristampato in volume nel 1999. Consiste di tre racconti interconnessi: "Moonbeams and Roses" (disegnato da Simonson) è un libero adattamento del romanzo Blood: A Southern Fantasy, "The Metatemporal Detective" (disegnato da Reeve) si basa sul racconto "Crimson Eyes" presente in Fabulous Harbours, "Duke Elric" (disegnato da Ridgway) è un episodio originale del ciclo di Elric e si inserisce come intermezzo nei fatti del romanzo Tempestosa.
- Elric: Nascita di un negromante (Elric: The Making of a Sorcerer), sceneggiatura di Michael Moorcock e disegni di Walter Simonson, DC Comics, serializzato in quattro albi fra 2005 e 2006 e ristampato in volume nel 2007. Trad. italiana Planeta DeAgostini, 2008. È un prequel diretto del romanzo Elric di Melniboné che racconta la giovinezza del personaggio.

### Raccolte di racconti
- The Deep Fix, Compact Books, 1966. Comprende il romanzo breve eponimo e cinque racconti, tutti firmati come James Colvin.
- The Time Dweller, Hart-Davies, 1969. Comprende il romanzo breve The Deep Fix, l'estratto allora edito dal romanzo Il fiume dell'eternità (The Golden Barge: A Fable), il dittico dello Scar-Faced Brooder, e cinque racconti autoconclusivi.
- Moorcock's Book of Martyrs, Quartet Books, 1976. Comprende la prima stesura breve del romanzo I.N.R.I. (Behold the Man) e sei racconti, con introduzione di Moorcock stesso.
- Sojan, Savoy Books, 1977. Formalmente un volume monografico dedicato ai racconti di Sojan, comprende anche due racconti autoconclusivi e quattro saggi.
- My Experiences in the Third World War, Savoy Books, 1980. Comprende i primi tre episodi del ciclo eponimo, un racconto di Jerry Cornelius e tre racconti autoconclusivi, con introduzione di Moorcock stesso.
- The Entropy Tango, New English Library, 1981. Comprende cinque racconti.
- The Opium General and Other Stories, Harrap, 1984. Comprende il romanzo breve di Jerry Cornelius The Alchemist's Question, i primi tre episodi del ciclo My Experiences in the Third World War, un racconto e tre saggi, con introduzione di Moorcock stesso.
- Elric at the End of Time, New English Library, 1984. Comprende due racconti di Elric, il romanzo fix-up Sojan the Swordsman e tre saggi, con introduzione di Moorcock stesso.
- Casablanca, Victor Gollancz Ltd., 1989. Comprende il romanzo breve di Jerry Cornelius Gold Diggers of 1977 (Ten Claims That Won Our Hearts), un racconto sempre di Jerry Cornelius, il quarto episodio del ciclo My Experiences in the Third World War, quattro racconti autoconclusivi e diciassette saggi, con introduzione di Moorcock stesso.
- Behold the Man and Other Stories, Phoenix House, 1994. Volume "fuori serie" della collana The Tale of the Eternal Champion, comprende la dilogia di Karl Glogauer e il romanzo della Fine del Tempo Constant Fire.
- Lunching with the Antichrist: A Family History: 1925-2015, Mark V. Ziesing, 1995. Comprende il romanzo breve Uno sguardo sul Nilo (The Cairene Purse), un racconto del Second Ether estrapolato da Fabulous Harbours, un racconto di Jerry Cornelius, un episodio del ciclo My Experiences in the Third World War, e tre racconti autoconclusivi, con introduzione di Moorcock stesso.
- Tales from the Texas Woods, Mojo Press, 1997. Comprende due racconti del ciclo del Metatemporal Detective, due racconti autoconclusivi, due recensioni e otto saggi, con introduzione di Moorcock stesso.
- Earl Aubec and Other Stories, The Tale of the Eternal Champion 13, Millenium, 1993. Comprende il romanzo Il fiume dell'eternità (The Golden Barge: A Fable), il romanzo breve The Deep Fix, i quattro episodi del ciclo My Experiences in the Third World War, il dittico dello Scar-Faced Brooder, tre racconti del ciclo di Elric, e ventidue racconti autoconclusivi, con introduzione di Moorcock stesso. Nell'edizione statunitense (The Eternal Champion 14, White Wolf, 1999) un racconto di Elric è sostituito da uno del Metatemporal Detective.
- The Best of Michael Moorcock, Tachyon Publications, 2009. Comprende la prima stesura breve del romanzo I.N.R.I. (Behold the Man), i romanzi brevi The Deep Fix e Uno sguardo sul Nilo (The Cairene Purse, afferente alla Sequenza Londinese), tre episodi del ciclo My Experiences in the Third World War, un racconto di Elric, uno di Jerry Cornelius, due del Second Ether estrapolati da Fabulous Harbours, tre della Sequenza Londinese estrapolati da London Bone and Other Stories, e quattro autoconclusivi, con introduzione di John Davey.
- Elric: The Sleeping Sorceress, Victor Gollancz Ltd., 2013. Formalmente un volume monografico dedicato a Elric entro la Michael Moorcock Collection, è in effetti una miscellanea comprendente il romanzo eponimo di Elric La torre che svaniva (The Sleeping Sorceress), la prima stesura breve del romanzo di John Daker Il campione eterno (The Eternal Champion), gli appunti dell'autore per un romanzo mai composto sul conte Aubec di Malador, due racconti del Metatemporal Detective, quattro racconti autoconclusivi e un saggio, con prefazione di Walter Mosley.
- The Best Short Fiction of Michael Moorcock: raccolta in tre volumi allestita come parte della Michael Moorcock Collection:
  1. My Experiences in the Third World War and Other Stories, Victor Gollancz Ltd., 2014. Comprende il romanzo fix-up My Experiences in the Third World War, i romanzi brevi The Deep Fix e Uno sguardo sul Nilo (The Cairene Purse, afferente alla Sequenza Londinese), e cinque racconti.
  2. The Brothel in Rosenstrasse and Other Stories, Victor Gollancz Ltd., 2014. Comprende il romanzo dei von Bek The Brothel in Rosenstrasse, tre racconti della Sequenza Londinese estrapolati da London Bone and Other Stories, e due autoconclusivi.
  3. Breakfast in the Ruins and Other Stories, Victor Gollancz Ltd., 2014. Comprende il romanzo di Karl Glogauer Breakfast in the Ruins, la prima stesura breve del romanzo di Karl Glogauer I.N.R.I. (Behold the Man), il dittico dello Scar-Faced Brooder, un racconto della Sequenza Londinese estrapolato da London Bone, e un autoconclusivo.

## Interessi musicali
Moorcock ha anche collaborato con il gruppo rock britannico Hawkwind in molte occasioni: il brano degli Hawkwind "The Black Corridor", ad esempio, include citazioni letterarie dall'omonimo romanzo di Moorcock, e ha anche lavorato con il gruppo sul loro album Warrior on the Edge of Time. Ha anche composto il testo della canzone per "Sonic Attack", una presa giro, in chiave fantascientifica, del programma d'informazione pubblico, che era parte di Space Ritual.
Ha anche collaborato con il precedente uomo di punta degli Hawkwind e poeta, Robert Calvert (che diede l'agghiacciante declamazione di "Sonic Attack"), negli album di Calvert Lucky Leif and the Longships e Hype.
Nel 1975 fu pubblicato l'album The New Worlds Fair di "Michael Moorcock and the Deep Fix", che comprendeva un numero di membri regolari di Hawkwind nei crediti. Una seconda versione dell'album "Roller Coaster Holiday" fu distribuita nel 2004. ("The Deep Fix" era il titolo della storia di un'oscura collezione di racconti di "James Colvin" pubblicata negli anni '60).
Moorcock scrisse i testi delle canzoni per tre brani dell'album del gruppo statunitense Blue Öyster Cult, "Black Blade", che fa riferimento alla spada Tempestosa nei libri di Elric, "Veteran Of The Psychic Wars", che mostra le emozioni di Elric in un momento critico della sua storia (questa storia si può anche riferire a "Warriors at the Edge of Time", che rappresenta fortemente i romanzi di Moorcock su John Daker; ad un certo punto del suo romanzo "The Dragon in the Sword" si definiscono "veterans of a thousand psychic wars"), e "The Great Sun Jester", a proposito del suo amico, il poeta Bill Butler, che morì per un'overdose di droga. Moorcock si è anche esibito dal vivo con i BÖC (nel 1987 ad Atlanta, GA, Dragon Con Convention) e con gli Hawkwind.
In Italia, famosi per l'interesse che da sempre mostrano verso i romanzi di Moorcock (al punto tale da ispirarsi ad essi per la composizione di molti loro album) sono gli italiani Domine.

## Riconoscimenti e premi
Si elencano solo le vittorie e non anche le candidature. Si noti che il Premio August Derleth per il miglior romanzo fantasy e il Premio Speciale Karl Edward Wagner alla carriera sono entrambi categorie del Premio British Fantasy.
- 1967 Premio Nebula per il miglior romanzo breve alla stesura breve di I.N.R.I. (Behold the Man).
- 1972 Premio August Derleth per il miglior romanzo fantasy a Il Cavaliere delle Spade (The Knight of the Swords).[21]
- 1973 Premio August Derleth per il miglior romanzo fantasy a Il Re delle Spade (The King of the Swords).[22]
- 1974 Premio British Fantasy per il miglior racconto a “Gli occhi dell’Uomo di Giada” ("The Jade Man's Eyes").
- 1975 Premio August Derleth per il miglior romanzo fantasy a La Spada e lo Stallone (The Sword and the Stallion).[23]
- 1976 Premio August Derleth per il miglior romanzo fantasy a The Hollow Lands.[24]
- 1977 Premio Guardian per la narrativa a The Condition of Muzak.[25]
- 1979 Premio John W. Campbell Memorial per il miglior romanzo di fantascienza a La saga di Gloriana (Gloriana; or, the Unfulfill'd Queen).[26]
- 1979 Premio World Fantasy per il miglior romanzo a La saga di Gloriana (Gloriana; or, the Unfulfill'd Queen).[26]
- 1993 Premio Speciale Karl Edward Wagner alla carriera conferito dalla British Fantasy Society.[27]
- 2000 Premio World Fantasy alla carriera conferito dalla World Fantasy Convention.[28]
- 2002 Inclusione nella Science Fiction and Fantasy Hall of Fame del Museum of Pop Culture di Seattle, Washington.
- 2004 Prix Utopia alla carriera conferito dall'Utopiales International Festival.[27]
- 2004 Premio Bram Stoker alla carriera conferito dalla Horror Writers Association.[29]
- 2008 Premio Damon Knight Memorial Grand Master alla carriera conferito dalla Science Fiction and Fantasy Writers of America.[30]